# Bomdila
Bomdila is de hoofdstad van het district West-Kameng in de Indiase staat Arunachal Pradesh. Bomdila ligt op een hoogte van 2217 meter.
Toeristisch aantrekkelijke plaatsen in Bomdila zijn ateliers, het districtsmuseum, een sportaccommodatie, trektochten, boeddhistische tempels en het Eaglenest Wildlife Sanctuary.

## Demografie
De alfabetiseringsgraad is 69%, bij mannen 75% en bij vrouwen 63%. Dit is hoger dan het landelijk gemiddelde van 59,5%.
Bomdila had in 2001 6685 inwoners, waarvan 54% mannen en 46% vrouwen. 13% van de bevolking is jonger dan 6 jaar. De inwoners zijn voornamelijk leden van de Monpa en Sherdukpen-stammen.
Sinds de Tibetaanse diaspora medio 20e eeuw is er een nederzetting gebouwd voor Tibetanen ballingen.